# Guyanacaris
Guyanacaris is een geslacht van kreeftachtigen uit de klasse van de Malacostraca (hogere kreeftachtigen).

## Soorten
- Guyanacaris caespitosa (Squires, 1979)
- Guyanacaris hirsutimana (Boesch & Smalley, 1972)